# 荧光淬灭

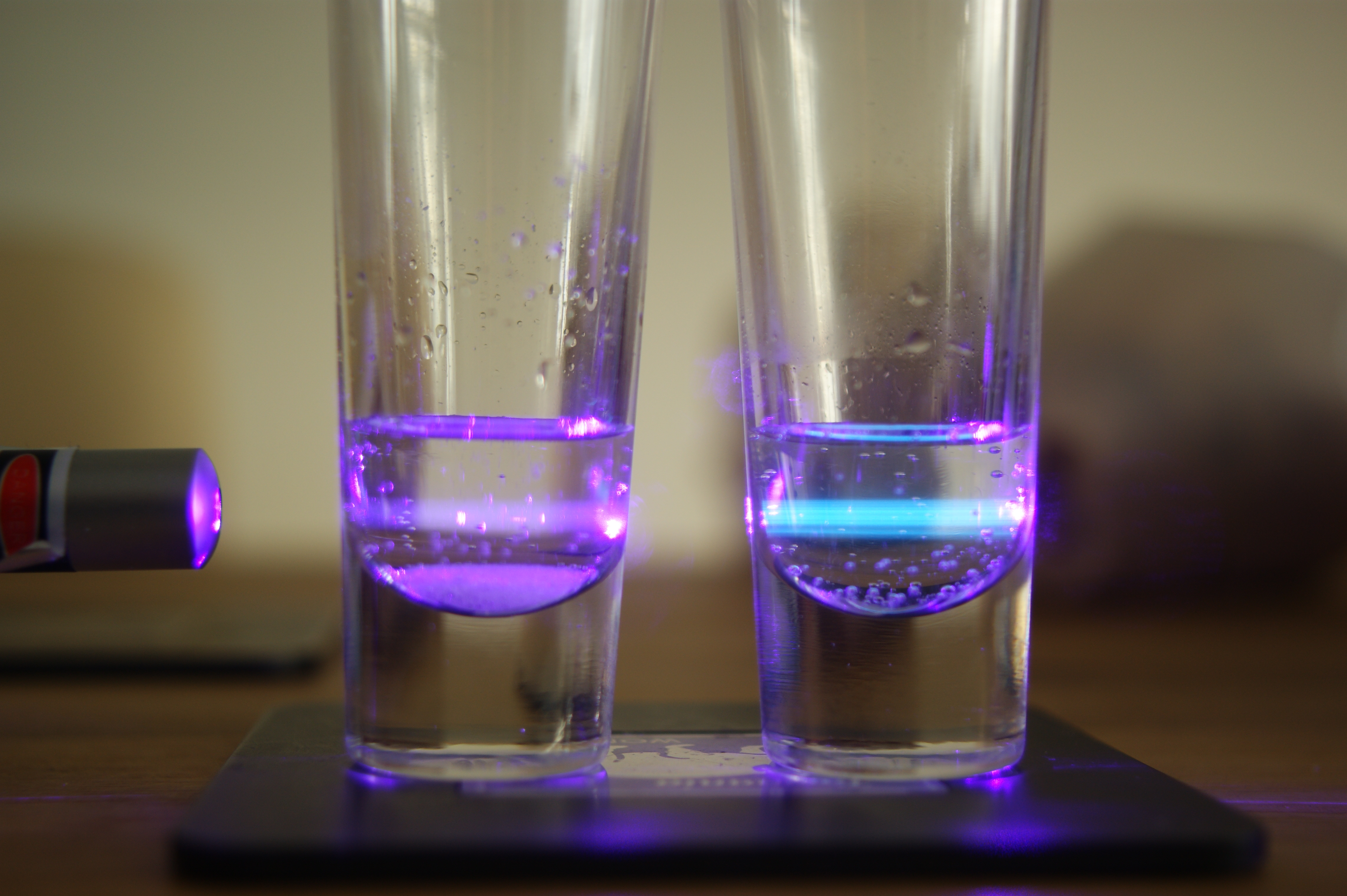
紫外激光（左）照射溶解在水中的两个奎宁样品。右侧样品发出一般奎宁的蓝色荧光，左侧样品中因为含有氯离子，可淬灭奎宁的荧光，因此左侧样品不会发出明显的荧光。

荧光淬灭（英語：Quenching）是指荧光物质的荧光强度降低的任何过程。许多过程都会导致淬灭现象，例如激发态反应、能量转移、配合物的形成和碰撞淬灭。氧分子、碘离子和丙烯酰胺都是常见的化学淬灭剂，氯离子是常见的奎宁淬灭剂。
淬灭被用于制造光极传感器，例如氧对某些钌配合物的淬灭效应可以用于测量溶液中的氧饱和度；淬灭是荧光共振能量转移（FRET）分析技术的基础；特定标靶分子结合时的淬灭与去淬灭效应可用作光学造影剂 ；许多染料有自淬灭现象，导致荧光显微镜的蛋白质-染料偶联物的亮度降低；或是用作检测蛋白酶解传感器。

## 淬灭机理

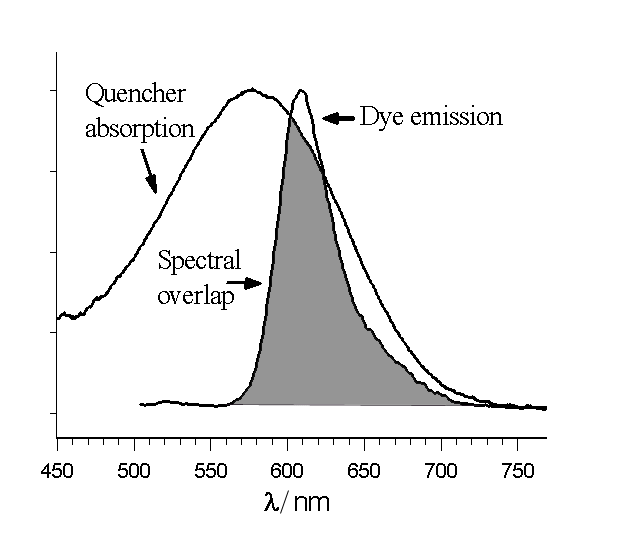
供体发射和受体吸收的光谱产生重叠

### 荧光共振能量转移
荧光淬灭可以用多种机制解释，其中的FRET是动态淬灭机制，供体与受体通过非辐射的方式转移能量。因为能量转移的过程基于二者的跃迁偶极间的经典偶极-偶极相互作用，因此极其依赖于供体-受体间的距离R，以E∝1/R6的效率下降，通常FRET过程在100 Å的距离内发生。FRET的过程还取决于供体-受体的重叠（如图）以及跃迁偶极矩的相对取向。

### 德克斯特电子转移
德克斯特电子转移（或称为德克斯特电子交换、碰撞能量转移等）是另一种动态淬灭机制，同样此过程依赖于供体和受体间的距离，能量转移速率由下式所示，此过程通常在10 Å的距离内发生，式中{\displaystyle r}是供体与受体间的距离，{\displaystyle L}与{\displaystyle P}是不易由实验得到的常量，{\displaystyle J}是重叠光谱的积分。
{\displaystyle k_{ET}\varpropto P^{2}J\mathrm {exp} \left[{\frac {-2r}{L}}\right]}

### 激基配合物

静态与动态淬灭机理的比较

激发态配合物的形成过程是第三种动态淬灭过程。

### 静态淬灭
剩余的能量转移机理是静态淬灭，静态淬灭发生在基态的荧光分子与淬灭剂通过结合形成配合物时，即激发发生之前。静态淬灭形成的配合物会失去荧光性。

### 碰撞淬灭
激发态的荧光基团与淬灭剂原子或分子碰撞时，以无辐射跃迁的方式回到基态，此种淬灭过程称为碰撞淬灭。